# Parque Colón (Buenos Aires)

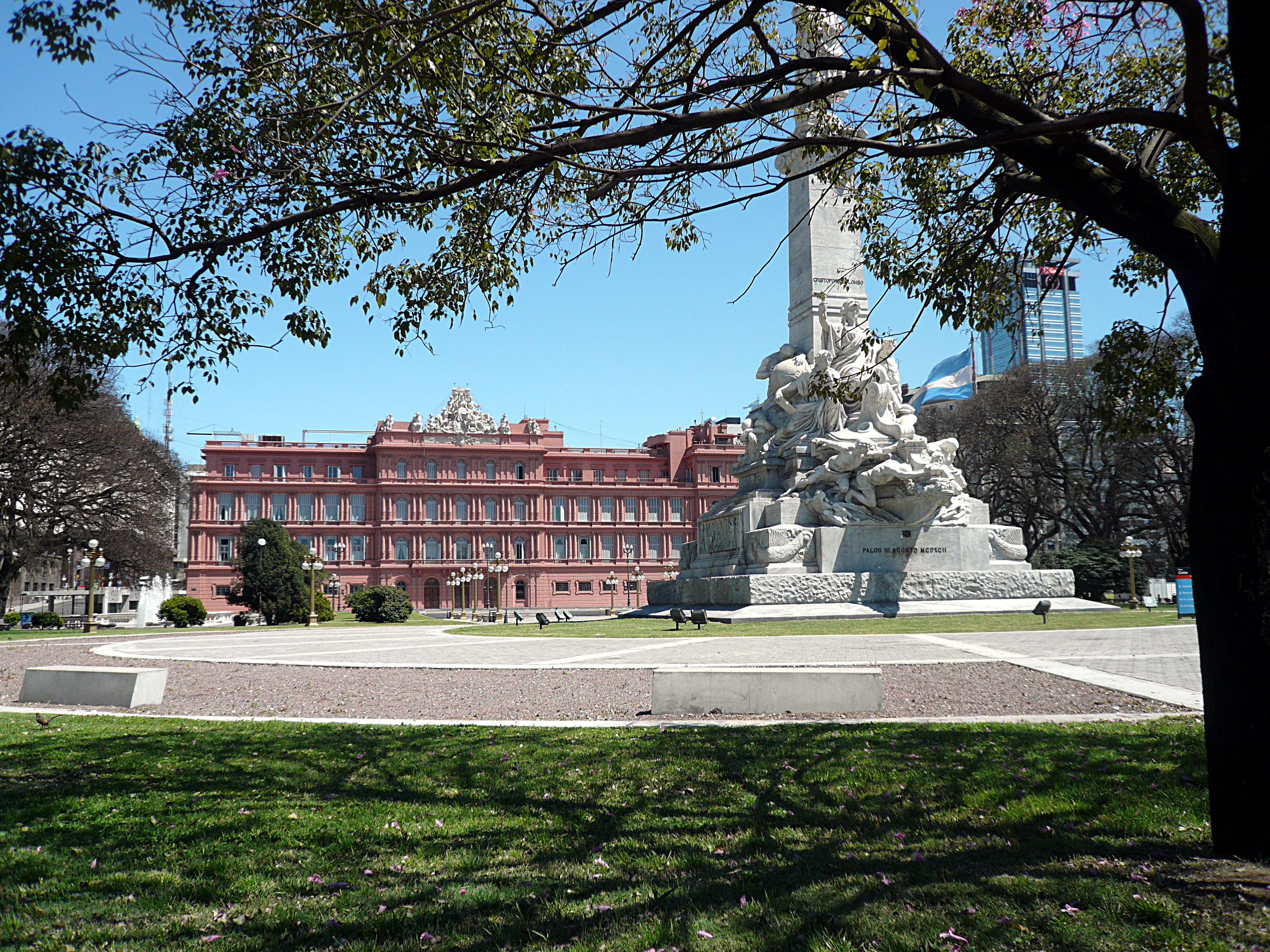
Der Parque Colón

Der Parque Colón (dt.: Kolumbus-Park) ist eine öffentliche Grünfläche in der argentinischen Hauptstadt Buenos Aires. Er befindet sich hinter der Casa Rosada, im Stadtteil Montserrat.

## Lage
Der Park wird von der Avenida de la Rábida durchlaufen und bietet eine schöne Sicht auf die Casa Rosada.
In der Mitte der Anlage befindet sich ein Standbild von Christoph Kolumbus, eine Spende der italienischen Gemeinde in Buenos Aires. Die Statue wurde von Arnaldo Zocchi aus Carrara-Marmor geschaffen und ist gute sechs Meter hoch. Das Standbild wurde 1921 eingeweiht.
An der südöstlichen Ecke des Parks befindet sich das Edificio Libertador, am nördlichen Ende das Hauptpostamt.